# Alchemilla phalacroclada
Alchemilla phalacroclada é uma espécie de rosácea do gênero Alchemilla, pertencente à família Rosaceae.